# Saint-Victor-l’Abbaye
Saint-Victor-l’Abbaye település Franciaországban, Seine-Maritime megyében. Lakosainak száma 751 fő (2022. január 1.). Saint-Victor-l’Abbaye Bracquetuit, Étaimpuis, Fresnay-le-Long, Montreuil-en-Caux és Saint-Maclou-de-Folleville községekkel határos.

## Népesség
A település népessége az elmúlt években az alábbi módon változott:
| Lakosok száma | 766  | 771  | 783  | 771  | 772  | 767  | 761  | 756  | 751  |
|               | 2013 | 2015 | 2016 | 2017 | 2018 | 2019 | 2020 | 2021 | 2022 |